# Ludwig Wachler (Literaturhistoriker)

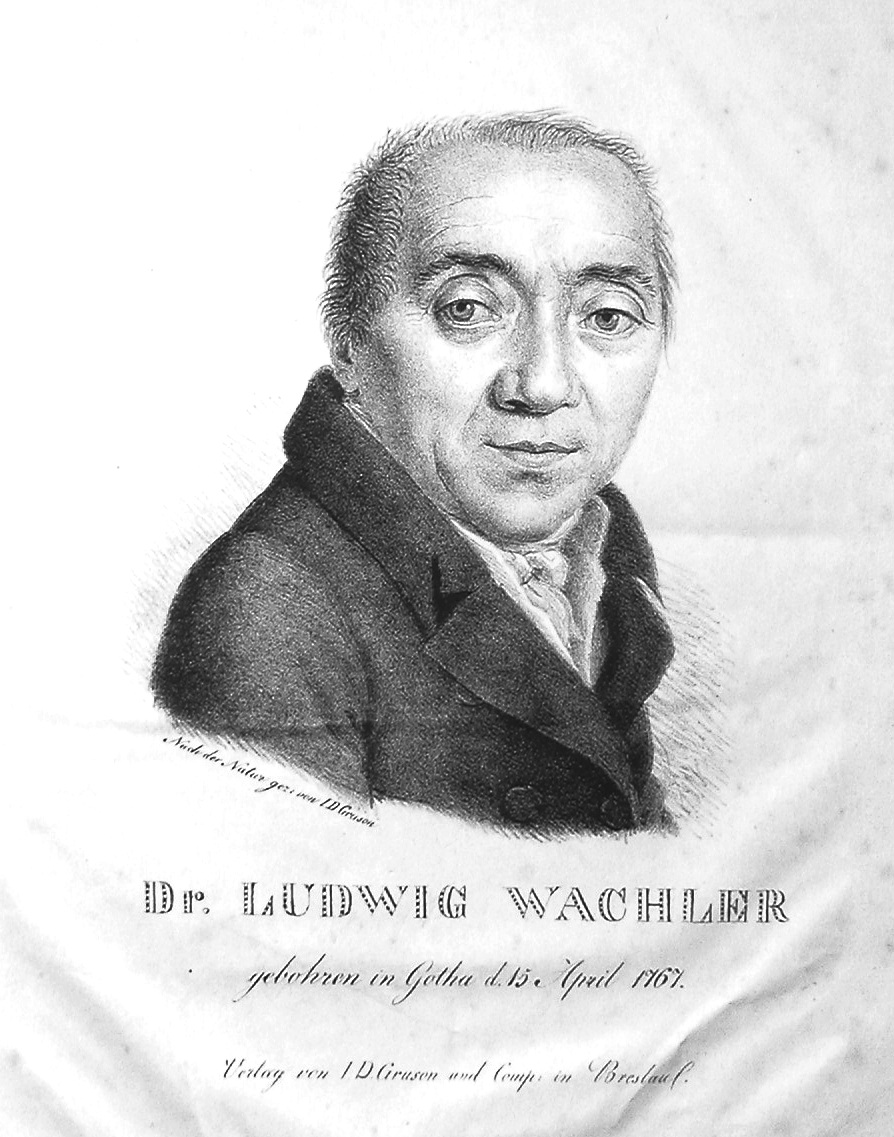
Ludwig Wachler, Theologe und Historiker

Johann Friedrich Ludwig Wachler (* 15. April 1767 in Gotha; † 4. April 1838 in Breslau) war ein deutscher Lehrer, Literaturhistoriker, Bibliothekar und Hochschullehrer.

## Leben
Durch Hauslehrer vorbereitet, besuchte Wachler 1783/84 die Abschlussklasse des Gymnasiums in Gotha und wurde im Herbst 1784 an der Universität Jena als Student der Evangelischen Theologie immatrikuliert. Wegen eines Duells wurde er relegiert und schrieb sich für ein philologisches Studium an der Universität Göttingen ein. Schulden, die er während seiner Studien gemacht hatte, zwangen ihn zur Aufnahme einer Hauslehrertätigkeit in Rinteln. 1788 promovierte er an der Universität Rinteln zum Dr. phil. 1790 wurde er Rektor vom Friedrichs-Gymnasium Herford. 1794 ging er als Professor für Theologie, dann auch für Geschichte an die Universität Rinteln.
1801 wechselte er an die Philipps-Universität Marburg. Dort wurde er zugleich zweiter Bibliothekar. Für das Amtsjahr 1810/11 wurde er zum als Prorektor zum Leiter der Universität gewählt. 1814 wurde er als auswärtiges Mitglied in die Bayerische Akademie der Wissenschaften aufgenommen. Er war Mitglied der Reichsstände des Königreichs Westphalen.
1815 folgte er dem Ruf der neuen Schlesischen Friedrich-Wilhelms-Universität Breslau auf den Lehrstuhl für Geschichte und war zugleich Schul- und Konsistorialrat. 1830/31 war er wiederum Universitätsrektor. Seine bei der Turnsperre bewiesene Freimütigkeit hatte zur Folge, dass er 1824 von den Schul- und Konsistorialgeschäften zurücktreten musste. Mit Beibehaltung seiner Professur wurde er zum Oberbibliothekar der Universitätsbibliothek Breslau ernannt.
Während seiner Lehrtätigkeit an der Universität Marburg machten auch die Brüder Grimm Wachlers Bekanntschaft und standen seitdem mit ihm in lockerem Kontakt. Sie studierten in Marburg Jura und besuchten gelegentlich nebenbei Wachlers Vorlesungen. Damit wurde Wachler für sie ein Beispiel zeitgenössischer wissenschaftlicher Arbeit über neuere Sprach- und Literaturgeschichte. Allerdings äußerten sie sich von Beginn an kritisch über Methoden und Thesen von Wachlers Literaturgeschichtsschreibung.

## Familie
Wachler begründete durch seine Relegation von der Universität Jena (Thüringen) die preußische Linie. Sein Vater Carl Adolph war Herzoglich-Sächsischer Geheimer Regierungsrat in Gotha gewesen. Ludwig Wachler war Vater des Richters und Politikers Ernst Wachler, Großvater des Juristen Ludwig Wachler und des Wirtschaftsbeamten Paul Wachler sowie Urgroßvater des völkischen Autors Ernst Wachler. Seine Tochter Christine Wachler heiratete 1816 Franz Passow.

## Publikationen (Auswahl)
- Grundriß der Geschichte der älteren, mittleren und neueren Zeit. Neue akadem. Buchh., Marburg 1806 Digitalisat
- Ernste Worte der Vaterlandsliebe. Marburg 1813.
- Worte vaterländischer Hoffnung. Marburg 1814.
- Einiger K. Sächsischen Gardisten Frevelthaten, verübt in Marburg den 5. September 1814, beschrieben von D. Ludwig Wachler. Marburg 1814
- Beantwortung der Schrift des Dr. Ludwig Wachler, unter dem Titel: Einiger K. Sächsischer Gardisten Frevelthaten, verübt in Marburg den 5. September 1814. Vom Offiziers-Corps der Königl. Sächs. Grenadier-Garde. Koblenz 1814
- Lehrbuch der Geschichte. Breslau 1816, 6. Aufl. 1838.
- Vorlesungen über die Geschichte der teutschen Nationallitteratur, 2 Bde. Frankfurt 1818/19 Digitalisat
- Philomathie, 3 Bde. Frankfurt 1819–1821
- Handbuch der Geschichte der Litteratur, 4 Bde. Frankfurt 1804
- Geschichte der historischen Forschung und Kunst, 2 Bde. Göttingen 1812–1820
- Die Pariser Bluthochzeit. Leipzig 1826
- Lehrbuch der Litteraturgeschichte. Leipzig 1827, 2. Aufl. 1830

Als Herausgeber:
- Mit Johann David Hartmann: Hēsiodu Erga Kai Hēmerai. Hesiods moralische und ökonomische Vorschriften. Lemgo 1792, Digitalisat.